# Posejdonije
Posejdonije (135. – 51. pr. Kr.), grčki filozof, matematičar, povjesničar i geodet iz rimskog razdoblja. 
Bio je učenik Panetija i najznačajniji je predstavnik filozofa tzv. srednje stoe. Utemeljio je filozofsku školu na otoku Rodu. Njegovi učenici bili su, među ostalima, Ciceron i Pompej. U filozofiji je zastupao stoički monizam i materijalizam. Bio je poznat kao polihistor golemog područja interesa te kao nenadmašan govornik. Napisao je veći broj djela iz zemljopisa, klimatologije, povijesti i astronomije koja nisu sačuvana. Također je napisao prilično radova o filozofiji, kozmologiji, fizici, psihologiji, gnoseologiji, teologiji i etici. Danas su, nažalost, poznati samo njihovi naslovi iz djela drugih antičkih pisaca.